# Південний Буг (поїзд)
«Південний Буг» — колишній нічний швидкий фірмовий пасажирський поїзд 2-го класу № 65/66 сполученням Миколаїв — Москва формуванням Одеської залізниці.
Протяжність маршруту складала — 1498 км.

## Історія
В жовтні 2010 року поїзд рухався зміненим маршрутом, без заходу до Кривого Рогу та Дніпродзержинська: від станції Апостолове до станції Дніпропетровськ-Південний, через станції Жовтокам'янка, Павлопілля, Лошкарівка, Незабудине, Рясна, Сурське, Зустрічний.
З 21 березня по 23 квітня 2011 року поїзд в деякі дні відправлявся на 40 хвилин пізніше і не заїжджав до Херсона, але у Снігурівці зупинка поїзда тривала 20 хвилин (замість 2-х хвилин). 6 квітня 2011 року поїзд не заїжджав на станцію Синельникове I.
З 07 листопада 2011 року поїзд скасований. До початку пандемії, викликаної коронавірусом можна було скористатися поїздом № 61/62 Миколаїв-Москва, який курсував через Долинську, Знамʼянку, імені Тараса Шевченка, Черкаси, Гребінку, Прилуки, Бахмач, Конотоп, Зернове і Брянськ.

## Інформація про курсування
Поїзд «Південний Буг» на маршруті руху мав 21 зупинку на проміжних станціях.
| Розклад руху поїзда «Південний Буг» | Розклад руху поїзда «Південний Буг» | Розклад руху поїзда «Південний Буг» | Розклад руху поїзда «Південний Буг» | Розклад руху поїзда «Південний Буг» |
| Час прибуття                        | Час відправлення                    | Станція                             | Час прибуття                        | Час відправлення                    |
| ----------------------------------- | ----------------------------------- | ----------------------------------- | ----------------------------------- | ----------------------------------- |
| —                                   | 12:28                               | Миколаїв                            | 14:37                               | —                                   |
| 16:15                               | —                                   | Москва                              | —                                   | 15:41                               |